# Score! World Goals
Score! World Goals (Score! Classic Goals en iOS) es 
un videojuego de futbol de tipo rompecabezas distribuido y desarrollado por First Touch Games, se trata de replicar lo más exactamente posible Goles famosos de la época de los 90s, 2000s y 2010s

## Jugabilidad
Al principio del juego se le da al jugador una cantidad de monedas, las cuales se pueden utilizar para comprar diferentes "Packs" de niveles, los cuales están bloqueados a excepción del pack de "Goles mundiales de la década de los 2010s", el primer nivel del juego, es el gol de Diego Forlán ante la Selección de Ghana en los cuartos de final de la Copa Mundial de Fútbol de 2010, el cual sería el empate para la Selección "Charrúa", y posterior clasificación a la semifinal del torneo, en este mismo se le enseña al jugador las mecánicas del juego a través de un tutorial, y la existencia de "Power-Ups", los cuales son el "Balón de oro" el cual hace que el balón haga una trayectoria perfecta automáticamente, y la "Linea de Guía", que hace que se vea la trayectoria del balón a simple vista y en 3D durante unos instantes (ya que esta solo se puede ver desde vista aérea y en 2D).

## Recepción y Críticas
El juego en general recibió críticas favorables, Según Metacritic, tuvo una calificación de 86/100 puntos basado en 8 reseñas, AppSpy le dio una calificación de 100/100 diciendo: "Para los fanáticos del fútbol y aquellos que buscan divertirse y perder el tiempo, Score! World Goals te atrae con su simplicidad y pronto te atrapa en la atmósfera y la emoción de algunos de los goles más famosos del deporte."
Mientras que por otro extremo, Multiplayer.it le dio una calificación de 78/100 diciendo: "Score! World Goals es una versión original y divertida del género del fútbol que no llega a ser realmente genial debido a una fuerte repetitividad y algunos problemas en el diseño del juego."